# Reggie Miller
Pour les articles homonymes, voir Miller.
Reginald Wayne Miller dit Reggie Miller (né le 24 août 1965 à Riverside en Californie) est un joueur américain de basket-ball. Pendant sa carrière, il joue au poste d'arrière dans l'équipe des Pacers de l'Indiana qui évolue en NBA. Il est intronisé au basketball Hall of Fame en 2012.
Reggie Miller fait partie des meilleurs tireurs à trois points de l'histoire de la NBA. Avec 2 560 paniers à trois points réussis sur 6 486 tentés, il est le cinquième meilleur marqueur à trois points de la ligue, derrière Damian Lillard, James Harden, Ray Allen et Stephen Curry.
Sa sœur est la joueuse Hall of famer Cheryl Miller, qui porta comme lui le numéro 31 pendant sa carrière.

## Biographie

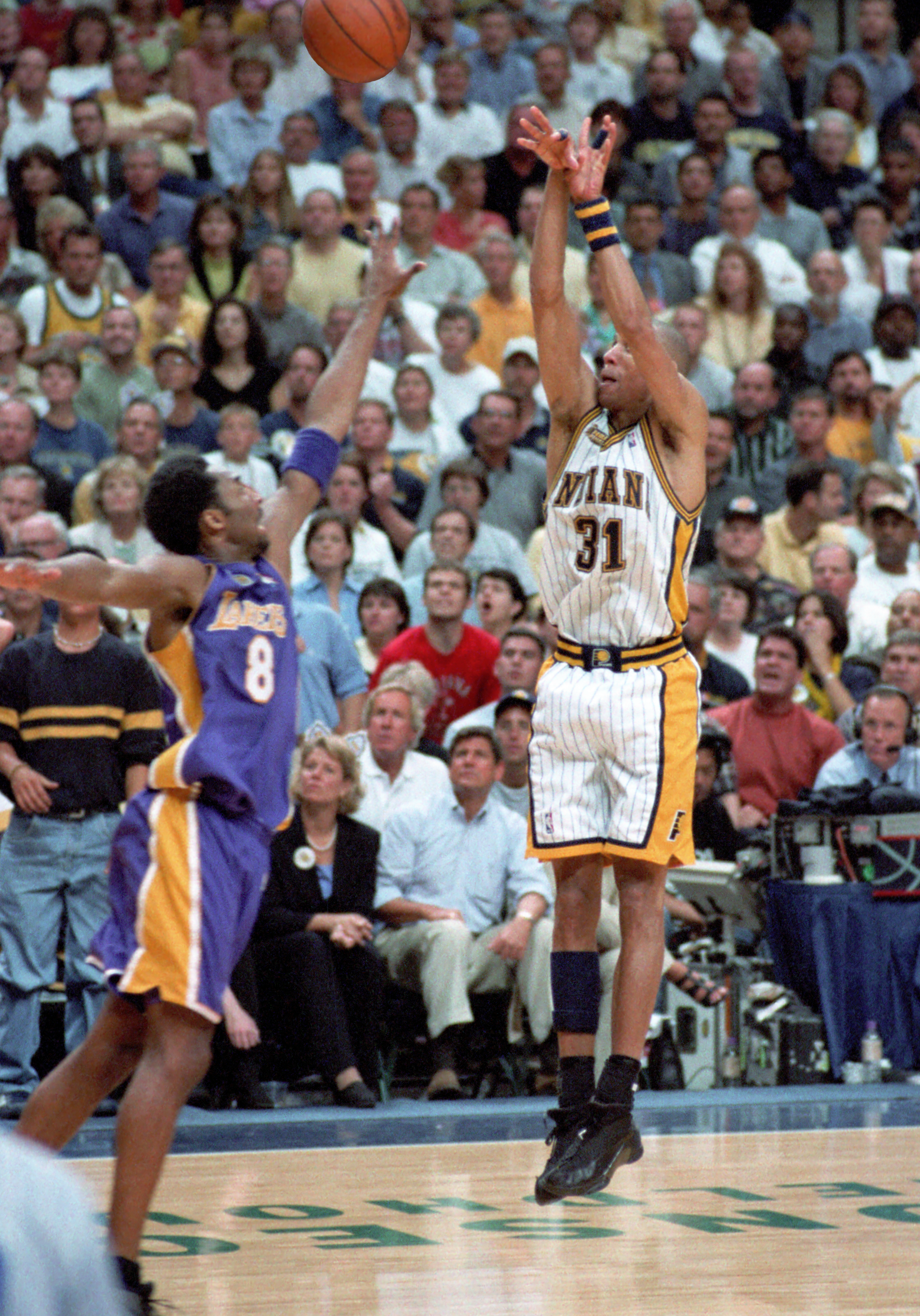
Reggie Miller en 2000 tentant un shoot au-dessus de Kobe Bryant.

Reggie Miller est né avec des problèmes osseux à la hanche. Les médecins diagnostiquaient qu'il ne pourrait jamais marcher correctement. Il fait partie d'une famille de sportifs : sa sœur Cheryl est aussi une joueuse de basket-ball devenue depuis journaliste sportive et son frère fut un joueur professionnel de baseball. C'est dans les matches contre sa sœur que Reggie Miller a appris la compétition et les rudiments du basket.
Reggie Miller a été sélectionné dans la Draft 1987 de la NBA par les Pacers de l'Indiana après une carrière universitaire à l'université de Californie à Los Angeles (UCLA). Il est resté fidèle aux Pacers tout au long de ses 18 ans de carrière.
Miller est connu pour être l'un des meilleurs tireurs à trois points de l'histoire du basket NBA et en particulier dans les situations décisives. À la fin de la saison 2004, Miller avait marqué et tenté plus de tirs à trois points dans sa carrière que n'importe quel autre joueur NBA (tournant à 39,5 % sur l'ensemble de sa carrière). Miller est aussi reconnu pour son trash talking, pratique consistant à chambrer son adversaire pour le déconcentrer.
Reggie Miller a longtemps été le « bourreau » des Knicks de New York : lors du cinquième match de la finale de Conférence Est 1994 il marque 39 points dont 25 dans le dernier quart-temps pour permettre aux Pacers de battre les Knicks à domicile et de prendre l'avantage 3 manches à 2 dans la série.

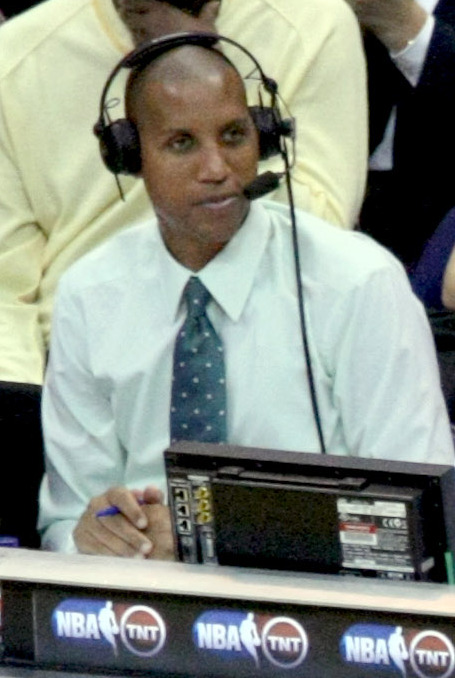
Reggie Miller en 2011, consultant analyste NBA pour la chaîne TNT.

En 1994, pour le Championnat du monde FIBA, il fut le dernier sélectionné et nommé capitaine de l'équipe. Il termina le championnat comme deuxième marqueur de l'équipe des États-Unis avec 16,3 points de moyenne (le premier est Shaquille O'Neal avec 17,1 points).
Le 7 mai 1995, lors de la première manche des demi-finales de Conférence Est face à New York, Reggie Miller marque 8 points dans les 18 dernières secondes du match : les Pacers remportent la rencontre de deux points 107 à 105.
En 1995, Reggie Miller est le premier membre des Pacers de l'Indiana à être sélectionné dans le cinq majeur d'un All-Star Game NBA.
Sélectionné en 1996 pour les Jeux olympiques où il remporta la médaille d'or, il marqua 10,1 points de moyenne.
Lors des playoffs 1998, les Pacers de Miller réussissent à battre les Bulls de Michael Jordan à trois reprises dans la série, avec notamment un tir décisif de Miller à une seconde de la fin face à Jordan. Mais perdent lors du 7e match décisif.
En 2000, il arrive, enfin, à sa première et seule finale NBA, qu'il perd avec son équipe face aux Lakers de Los Angeles de Shaquille O'Neal et Kobe Bryant par 4 matches à 2.
En 2002, pour les Championnats du monde, où de nombreuses stars ont refusé la sélection des États-Unis, il fut appelé en dernier pour apporter son expérience dans une équipe jeune. Il y rejoint son coéquipier Jermaine O'Neal.
Le 15 février 2005, Reggie Miller annonce qu'il arrêtera sa carrière de joueur de basket-ball à la fin de la saison en cours. Le All-Star prend finalement sa retraite sans titre NBA, après l'élimination des Pacers au second tour des playoffs 2005 par les Pistons de Détroit.
Son maillot, le no 31 a été retiré par les Pacers de l'Indiana lors d'une cérémonie le 30 mars 2006.
Il est élu au Hall of Fame en avril 2012.

## Club
- 1987-2005 : Pacers de l'Indiana.

## Palmarès

### En sélection nationale
- Médaille d’or au championnat du monde 1994.
- Médaille d'or aux Jeux olympiques d'été de 1996.
- Sixième place au championnat du monde 2002 avec la sélection américaine à Indianapolis.

### En franchise
- 1 × Finales NBA en 2000 contre les Lakers de Los Angeles avec les Pacers de l'Indiana.
- 1 × Champion de la Conférence Est en 2000 avec les Pacers de l'Indiana.
- 2 × Champion de la Division Centrale en 1999 et 2000 avec les Pacers de l'Indiana.

### Distinctions personnelles
- 5 × NBA All-Star Game en 1990, 1995, 1996, 1998, et 2000.
- 3 × All-NBA Third Team (3e équipe type de la NBA) en 1995, 1996, et 1998.
- A détenu longtemps les records de joueur ayant tenté le plus de tirs à 3 points (6 486 tentés[5]) et réussi le plus de tirs à 3 points (2 560 réussis[6]) dans l'histoire de la NBA, ces deux records étant battus par Ray Allen, tous les deux lors de la saison 2010-2011. Il a également longtemps détenu le record du nombre de tirs à 3 points tentés (820), dépassé en 2011 par Kobe Bryant[5] et réussis en playoffs (320), dépassés en 2012-2013 par Ray Allen[7].
- Son maillot, le no 31 a été retiré par les Pacers de l'Indiana.
- Élu au Naismith Memorial Hall of Fame en 2012.

## Statistiques NBA

### Saison régulière
Légende :
| Leader de la ligue |

gras = ses meilleures performances
Statistiques en saison régulière de Reggie Miller
| Année      | Équipe  | Matches | Titul. | Min./m. | %tir | %3pts | %l-f | rbds/m. | pass/m. | int/m. | ctr/m. | pts/m. |
| ---------- | ------- | ------- | ------ | ------- | ---- | ----- | ---- | ------- | ------- | ------ | ------ | ------ |
| 1987-1988  | Indiana | 82      | 1      | 22,4    | 48,8 | 35,5  | 80,1 | 2,3     | 1,6     | 0,6    | 0,2    | 10,0   |
| 1988-1989  | Indiana | 74      | 70     | 34,3    | 47,9 | 40,2  | 84,4 | 3,9     | 3,1     | 1,3    | 0,4    | 16,0   |
| 1989-1990  | Indiana | 82      | 82     | 38,9    | 51,4 | 41,4  | 86,8 | 3,6     | 3,8     | 1,3    | 0,2    | 24,6   |
| 1990-1991  | Indiana | 82      | 82     | 36,2    | 51,2 | 34,8  | 91,8 | 3,4     | 4,0     | 1,3    | 0,2    | 22,6   |
| 1991-1992  | Indiana | 82      | 82     | 38,0    | 50,1 | 37,8  | 85,8 | 3,9     | 3,8     | 1,3    | 0,3    | 20,7   |
| 1992-1993  | Indiana | 82      | 82     | 36,0    | 47,9 | 39,9  | 88,0 | 3,1     | 3,2     | 1,5    | 0,3    | 21,2   |
| 1993-1994  | Indiana | 79      | 79     | 33,4    | 50,3 | 42,1  | 90,8 | 2,7     | 3,1     | 1,5    | 0,3    | 19,9   |
| 1994-1995  | Indiana | 81      | 81     | 32,9    | 46,2 | 41,5  | 89,7 | 2,6     | 3,0     | 1,2    | 0,2    | 19,6   |
| 1995-1996  | Indiana | 76      | 76     | 34,5    | 47,3 | 41,0  | 86,3 | 2,8     | 3,3     | 1,0    | 0,2    | 21,1   |
| 1996-1997  | Indiana | 81      | 81     | 36,6    | 44,4 | 42,7  | 88,0 | 3,5     | 3,4     | 0,9    | 0,3    | 21,6   |
| 1997-1998  | Indiana | 81      | 81     | 34,5    | 47,7 | 42,9  | 86,8 | 2,9     | 2,1     | 1,0    | 0,1    | 19,5   |
| 1998-1999* | Indiana | 50      | 50     | 35,7    | 43,8 | 38,5  | 91,5 | 2,7     | 2,2     | 0,7    | 0,2    | 18,4   |
| 1999-2000  | Indiana | 81      | 81     | 36,9    | 44,8 | 40,8  | 91,9 | 3,0     | 2,3     | 1,0    | 0,3    | 18,1   |
| 2000-2001  | Indiana | 81      | 81     | 39,3    | 44,0 | 36,6  | 92,8 | 3,5     | 3,2     | 1,0    | 0,2    | 18,9   |
| 2001-2002  | Indiana | 79      | 79     | 36,6    | 45,3 | 40,6  | 91,1 | 2,8     | 3,2     | 1,1    | 0,1    | 16,5   |
| 2002-2003  | Indiana | 70      | 70     | 30,2    | 44,1 | 35,5  | 90,0 | 2,5     | 2,4     | 0,9    | 0,1    | 12,6   |
| 2003-2004  | Indiana | 80      | 80     | 28,2    | 43,8 | 40,1  | 88,5 | 2,4     | 3,1     | 0,8    | 0,1    | 10,0   |
| 2004-2005  | Indiana | 66      | 66     | 31,9    | 43,7 | 32,2  | 93,3 | 2,4     | 2,2     | 0,8    | 0,1    | 14,8   |
| Carrière   |         | 1389    | 1304   | 34,3    | 47,1 | 39,5  | 88,8 | 3,0     | 3,0     | 1,1    | 0,2    | 18,2   |

Note: * Cette saison a été réduite de 82 à 50 matchs en raison d'un Lock out.

Dernière modification le 11 septembre 2012

### Playoffs
Statistiques en playoffs de Reggie Miller
| Année    | Équipe  | Matches | Titul. | Min./m. | %tir | %3pts | %l-f | rbds/m. | pass/m. | int/m. | ctr/m. | pts/m. |
| -------- | ------- | ------- | ------ | ------- | ---- | ----- | ---- | ------- | ------- | ------ | ------ | ------ |
| 1990     | Indiana | 3       | 3      | 41,7    | 57,1 | 42,9  | 90,5 | 4,0     | 2,0     | 1,0    | 0,0    | 20,7   |
| 1991     | Indiana | 5       | 5      | 38,6    | 48,6 | 42,1  | 86,5 | 3,2     | 2,8     | 1,6    | 0,4    | 21,6   |
| 1992     | Indiana | 3       | 3      | 43,3    | 58,1 | 63,6  | 80,0 | 2,3     | 4,7     | 1,3    | 0,0    | 27,0   |
| 1993     | Indiana | 4       | 4      | 43,8    | 53,3 | 52,6  | 94,7 | 3,0     | 2,8     | 0,8    | 0,0    | 31,5   |
| 1994     | Indiana | 16      | 16     | 36,0    | 44,8 | 42,2  | 83,9 | 3,0     | 2,9     | 1,3    | 0,2    | 23,2   |
| 1995     | Indiana | 17      | 17     | 37,7    | 47,6 | 42,2  | 86,0 | 3,6     | 2,1     | 0,9    | 0,2    | 25,5   |
| 1996     | Indiana | 1       | 1      | 31,0    | 41,2 | 33,3  | 86,7 | 1,0     | 1,0     | 1,0    | 0,0    | 29,0   |
| 1998     | Indiana | 16      | 16     | 39,3    | 42,6 | 40,0  | 90,4 | 1,8     | 2,0     | 1,2    | 0,2    | 19,9   |
| 1999     | Indiana | 13      | 13     | 37,0    | 39,7 | 33,3  | 89,5 | 3,9     | 2,6     | 0,7    | 0,2    | 20,2   |
| 2000     | Indiana | 22      | 22     | 40,5    | 45,2 | 39,5  | 93,8 | 2,4     | 2,7     | 1,0    | 0,4    | 24,0   |
| 2001     | Indiana | 4       | 4      | 44,3    | 45,6 | 42,9  | 93,3 | 5,0     | 2,5     | 0,8    | 0,5    | 31,3   |
| 2002     | Indiana | 5       | 5      | 39,6    | 50,6 | 41,9  | 87,5 | 3,2     | 2,8     | 1,6    | 0,2    | 23,6   |
| 2003     | Indiana | 6       | 6      | 29,3    | 28,3 | 16,0  | 91,3 | 2,3     | 2,3     | 0,2    | 0,2    | 9,2    |
| 2004     | Indiana | 16      | 16     | 28,4    | 40,2 | 37,5  | 92,2 | 2,3     | 2,8     | 1,1    | 0,2    | 10,1   |
| 2005     | Indiana | 13      | 13     | 33,1    | 43,4 | 31,8  | 94,1 | 3,1     | 1,5     | 0,8    | 0,1    | 14,8   |
| Carrière |         | 144     | 144    | 36,9    | 44,9 | 39,0  | 89,3 | 2,9     | 2,5     | 1,0    | 0,2    | 20,6   |

### All-Star Games
Statistiques des matchs All-Star de Reggie Miller
| Matches | Titul. | Min./m. | %tir | %3pts | %l-f | rbds/m. | pass/m. | int/m. | ctr/m. | pts/m. |
| ------- | ------ | ------- | ---- | ----- | ---- | ------- | ------- | ------ | ------ | ------ |
| 5       | 1      | 19,2    | 45,7 | 26,3  | 75,0 | 1,0     | 2,0     | 1,0    | 0,2    | 8,0    |

## Pour approfondir
- Liste des joueurs en NBA ayant joué plus de 1 000 matchs en carrière.
- Liste des joueurs les plus assidus en NBA en carrière.
- Liste des meilleurs marqueurs en NBA en carrière.
- Liste des meilleurs marqueurs à trois points en NBA en carrière.
- Liste des meilleurs marqueurs à trois points en NBA en playoffs.
- Liste des meilleurs tireurs de lancers francs en NBA en carrière.
- Liste des meilleurs tireurs de lancers francs en NBA en playoffs.

## Filmographie
- 1998 : He Got Game de Spike Lee : lui-même.
- 2018 : Uncle Drew de Charles Stone III.